# Голубинская (Волгоградская область)
Голубинская — старинная донская станица в Калачёвском районе Волгоградской области России, административный центр Голубинского сельского поселения. Расположена на правом («Крымском») берегу Дона, в 40 км к северу от Калача-на-Дону.

## История

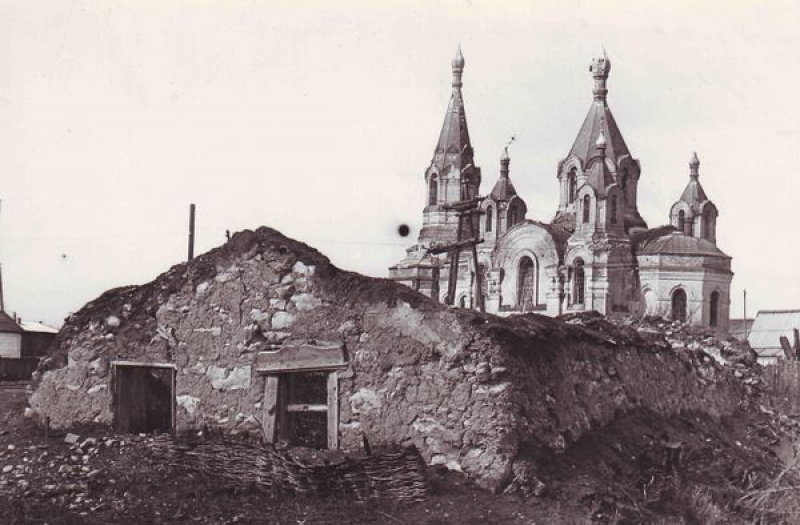
Никольская церковь

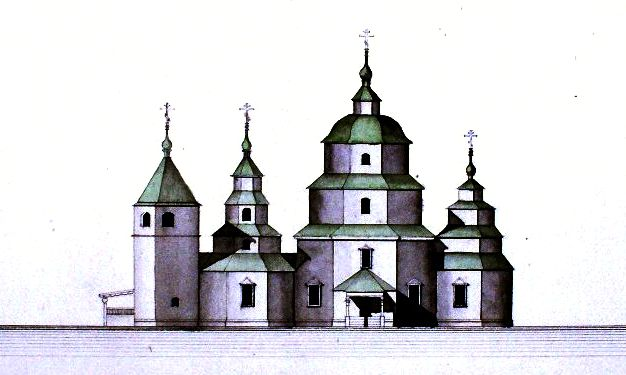
Храм в ст.Голубинской

Голубинская основана не позднее 1593 года как казачий городок Голубой. Ряд авторов, однако, указывает годом основания 1607 год. В документах XVI—XVII веков неоднократно упоминается «Казачий городок Голубой» или «Городки Голубые». В период XIV—XVII веков казачий город мог включать в себя одну или несколько станиц. В данном случае, в пределах городка Голубого располагалась одна станица Голубинская.
В ходе освободительного восстания Кондратия Булавина, 9 апреля 1708 г., близ станицы Голубинской состоялся бой между отрядом походного атамана Булавина и вышедшим из Черкасска «Главным войском», во главе с войсковым атаманом Лукьяном Максимовым, клевретом Петра I. В итоге сражения, «войско усмирителей было опрокинуто и отступило. Булавин овладел станом его и всеми пушками». Уроженцем станицы Голубинской был И. Ф. Некрасов (ок. 1660—1737), сподвижник и преемник Булавина.

Из очерка донского краеведа Ивана Сулина:
Голубинская станица находится в 75 верстах от окружной станицы. Поселена на правой стороне р. Дона в 1,5-верстном расстоянии от него, поэтому жители терпят недостаток в воде. Местность, где лежит станица, низменная и затопляется водою.
Первоначально станица находилась, как говорит предание, в займище, на правой же стороне р. Дона и левой стороне протоки "в луке", на три версты ниже настоящего поселения её, против хутора Бешаринскаго; место это теперь называется "Городок", время первого основания, также переселение её на настоящее место неизвестно. В 1622 году она уже была
Станица Голубинская в настоящее время делится на две части: "Городок" (нижняя) и "Базки" (верхняя).
В 1735 году в этой станице была окончена и освящена деревянная, во имя св. Николая Чудотворца церковь. А 25 апреля 1785 года жители её донесли Епископу Тихону, что их Николаевская церковь пришла в ветхость и тесна и что вместо нее они желают построить новую церковь в тоже наименование. Заложена она была 9 июня 1775 года, а освящена 24 апреля 1788 года. Она была построена из соснового леса, а фундамент её был дубовый; впоследствии до 1800 года под нее был подведён каменный фундамент. Церковь эта существовала до 1876 года, 15 июня того же года от молнии сгорела вся до основания, но при пожаре успели вынести всю утварь и драгоценные царские двери, сделанные из чистого, кованого серебра.
Вместо сгоревшей церкви в 1878 году построен молитвенный дом во имя Александра Невского, деревянный, однопрестольный, с такою же колокольнею и оградой, покрыт тесом, стоящий 2050 руб. Этот дом существует и по ныне.
В 1834 году пожаром истреблена половина этой станицы; в 1849 году от весеннего половодья уничтожена масса построек в ней. Холера посетила станицу в 1830 и 1848 годах. Из неурожаев особенно сильные были в 1843 и 1848 годах.
В юрте этой станицы есть "Городище", находящееся 1/2 версты от хутора Малоголубинского; преданий о нем никаких не сохранилось. В самой же станице, на северо-запад от церкви, есть место, покрытое кирпичом и мусором, на котором была когда-то крепость; развалины её имеют квадратную форму, в поперечнике содержат 25 сажень; раньше в них находили обломки стрел.
Близ хутора Новосельского есть курган «Пьяный». Название это, но преданию, он получил потому, что издавна, при проводах на службу казаков, вся станица провожала их до этого кургана, где и было прощальное пьянство.
В юрте этой станицы находимы были предметы древности, железные и медные стрелы. В 1885 году одним казаком был выпахан из земли железный панцирь.
Название местностей:
- курганы: Детистов, Богатый, Антонов;
- балки: Цекарева, Горячая, р.Грачи;
- урочища: Верхняя Запертая, Саввин, Верхняя и Нижняя Голубые, Орехов, Пузо, Некрасов, Туба, Голубинская Лучка.

В 1746 году в станице было: дворов 115, муж. 317, жен. 319;
в 1747 году двор. 148, муж. 377, жен. 382;
в 1749 году двор. 144, муж. 349, жен. 359;
в 1762 году двор.135, муж. 472, жен. 388.
Старинные характерные фамилии (по данным исповедной росписи 1745 года): Аданин, Арженов, Баулин, Гладкий, Дубина, Жемчужный, Забазный, Казбухин, Картухин, Катагар, Католар, Мардовкин, Махов, Мордовин, Осетр, Паншинский, Подхомутников, Пристанский, Разнополов, Ростяпа, Слато, Тиманцев, Трухменов, Тяпкин, Хабачев, Халокеров, Хомака, Черков, Шестопалов. 
В имперские времена станица Голубинская входила во Второй Донской округ. Первая деревянная церковь была построена в 1735 году. В 1859 году в станице имелось 170 дворов, православная Николаевская церковь, проживало 495 душ мужского и 520 женского пола. Согласно Списку населённых мест Области Войска Донского по переписи 1873 года в станице имелось 457 душ мужского и 541 женского пола. В 1891 году построена каменная церковь
Согласно переписи населения 1897 года в станице проживало 664 души мужского и 712 женского пола. К началу 1915 года в станице проживало 888 душ мужского и 707 женского пола, имелись церковь, 3 школы, кредитное товарищество, почтовое отделение
После освобождения от большевиков, в 1918—1920 годах станица Голубинская входила в состав Всевеликого войска Донского. В 1921 году Область Всевеликого войска Донского была расчленена победившими большевиками. Голубинская, в составе Второго Донского округа, была включена в состав Царицынской губернии. В 1928 году станица Голубинская вошла в состав Иловлинского района Сталинградского округа Нижневолжского края (с 1934 года — Сталинградский край). В 1935 году передана в состав Сиротинского района Сталинградского края (с 1936 года — Сталинградская область, с 1961 года — Волгоградская область).
В 1932—1933 годах население Голубинской, как и всей (бывшей) Области Всевеликого войска Донского, пострадало от Голодомора.
В периоду Великой Отечественной войны в ходе немецкого наступления весной-летом 1942 года станица Голубинская была оккупирована. В станице Голубинской, в доме Ворониных, разместился штаб Фридриха Паулюса, командующего 6-й полевой немецкой армией. Немецкий офицер Эдуард фон Хандель-Мацетти сделал в 1942 г. акварельную зарисовку станицы Голубинской, ценную как в художественном, так и в историко-этнографическом отношении. В сентябре 1942 г. станицу посетил поглавник НДХ Анте Павелич. Поглавник вручил награды хорватским добровольцам 369-го полка, входившего в состав Вермахта. По возвращении в Загреб, Павелич в интервью газете «Spremnost» сказал: «Нищета в России — следствие правления большевиков!»
Во время Сталинградской битвы в Голубинской, освобожденной от немецких захватчиков частями 3-го гвардейского кавалерийского корпуса генерала И. А. Глинова 19 ноября 1942 года, стоял штаб 21-й Армии генерал-майора Чистякова. В хуторах Большенабатовский, Евлампиевский и Большой Голубой были тяжёлые бои.
В 1951 года в связи с ликвидацией Сиротинского района, территория Голубинского сельского совета передана в административное подчинение Калачёвского района

## Общая физико-географическая характеристика
Станица расположена в степи, на правом берегу Дона, у западной окраины Донской гряды, являющейся частью Восточно-Европейской равнине, на высоте около 50 метров над уровнем моря. Рельеф местности холмисто-равнинный, местность имеет значительный уклон по направлению к берегу Дона, пересечена многочисленными балками и оврагами. Почвы — тёмно-каштановые.
По автомобильным дорогам расстояние до областного центра города Волгограда составляет 120 км, до районного центра города Калач-на-Дону — 43 км.
Климат
Климат умеренный континентальный с жарким засушливым летом и малоснежной, иногда с большими холодами, зимой. Согласно классификации климатов Кёппена климат характеризуется как влажный континентальный (индекс Dfa). Температура воздуха имеет резко выраженный годовой ход. Среднегодовая температура положительная и составляет + 8,3 °С, средняя температура января −7,3 °С, июля +23,8 °С. Расчётная многолетняя норма осадков — 376 мм, наибольшее количество осадков выпадает в декабре (38 мм) и июне (41 мм), наименьшее в феврале и марте (по 23 мм).
Часовой пояс
Голубинская, как и вся Волгоградская область, находится в часовой зоне МСК (московское время). Смещение применяемого времени относительно UTC составляет +3:00.

## Население
Динамика численности населения по годам:
| 1746 | 1747 | 1749 | 1762 | 1859 | 1873 | 1897 | 1912 |
| ---- | ---- | ---- | ---- | ---- | ---- | ---- | ---- |
| 639  | 759  | 708  | 860  | 1015 | 998  | 1376 | 1595 |

| 1986 | 2010  |
| ---- | ----- |
| 1400 | ↘1221 |

## Достопримечательности
- Храм св. Николая Чудотворца (конец XIX века)[23][24]

## Известные уроженцы
- Зотов, Степан Андреевич (1882—1938) — советский военачальник.
- Голубинский, Дмитрий Михайлович (1880—1958) — советский актёр театра и кино. Народный артист Украинской ССР (1947). Лауреат Сталинской премии (1952).
- Горячев, Елисей Иванович (1892—1938) — советский военачальник, комкор.
- Макаров, Георгий Емельянович (1883—1958) — генерал-майор.
- Некрасов, Игнат Фёдорович (ок. 1660—1737) — активный участник Булавинского восстания 1707—1709 годов.
- Никулин, Владимир Степанович — генерал-майор.